# Арабське ім'я
Арабське ім'я — ім'я, власна назва у арабів.
Арабська система імен вважається однією з найскладніших серед сучасних традицій іменування: більшість арабів замість простого імені, що складається з особистого імені та прізвища, мають довгий ланцюжок імен. Арабська система імен сформувалася повністю в епоху пізнього Середньовіччя. Вона стала основою для подальшого розвитку систем арабських особистих імен у всіх країнах Сходу. Завдяки важливості арабської мови в ісламі, більшість мусульман по всьому світу використовують перші імена (ісм), але поза межами арабських держав повна система імен зазвичай не використовується.
Протягом свого життя араб, тобто людина, що належить до арабської культури, міг володіти кількома іменами. У дитинстві йому давалося перше ім'я, «алам». Це відбувалося відразу після народження. До цього імені часто додавалося ім'я батька, «насаб», що відповідає імені «по батькові». Потім, відповідно до його соціального становища, він міг отримати титул або прізвиська — «лакаб», що відображають його особисті якості або описують його зовнішність. Міг він також іменуватися за назвою тієї країни або місцевості, де народився або звідки приїхав, що відповідає частині імені, званої «нісба». Назва релігійної школи, так само як і назва професії, посади також могли входити до складу його імені.
Під впливом арабської культури османські султани стілізували свої імена на арабський манер і використовували це в своїх підписах.
Якщо ж людина була відома як письменник чи музикант, то така особа могла мати, як і в інших країнах, псевдонім.

## Порядок формування арабських імен
Існує традиційно сформований порядок формування арабських імен:
- кунья (араб. كنية) (батько того-то) з елементом «абу», часто опускається або не використовується;
- ісм (араб. اسم), або алам (араб. علم) — особисте ім'я, що дається при народженні, іноді кілька, іноді включає в себе елемент «абд»;
- насаб (араб. نسب) — ім'я по батькові, з елементом «ібн», іноді кілька — по дідові, по прадіду і т. д .;
- лакаб (араб. لقب), або Набазе, або мансаб — епітет, титул або почесне прізвисько (іноді кілька);
- нісба (араб. نسبة), або тахаллус — вказівка на додаткову ознаку, зазвичай закінчується на -і.

Алам і насаб майже завжди присутні в імені, а розташування інших компонентів може варіюватися. Крім того, вони можуть взагалі бути відсутні. Іноді на перше місце ставиться хітаб, а лакаб і нісба міняються місцями. По відношенню до однієї особи ці імена, прізвиська, титули ніколи не вживалися всі разом. Їх численні і мінливі комбінації відображають тільки ті імена, за якими людина стає відомою своїм сучасникам і які дійшли до наших днів.
Людина могла стати відомою своїм сучасникам і наступним поколінням під будь-яким з перерахованих типів імен. Так наприклад Гіяс ад-Дін Абу-ль-Фатг Омар ібн Ібрагім аль-Хаям ан-Нішапурі, що означає «Допомога Релігії Батько Завойовника Омар син Ібрагіма Палаточник з Нішапура» став відомий як Омар Хаям, де Омар — особисте ім'я (алам), а Хаям — прізвисько (лакаб).
Як подібне загальновідоме ім'я вживаються і алам — Мухаммад (Арабський халіфат), і насаб — Ібн Батута (Марокко), і кунья — Абу Нувас (Арабський халіфат), і нісба — ат-Табарі (Персія) і лакаб — Бабур (Великі Моголи) та ін. Важко чітко розмежувати типи імен класичної арабської мови: вони перетинаються, взаємодоповнюються. Одне і те ж ім'я може належати до декількох типів, залежно від того, чи розглядається воно в плані форми, або семантики, або походження, або функції.
Часто також буває, що коли арабське ім'я потрапляє в ужиток європейців — воно латинізується або слов'янізується. Наприклад, Авіценна (латинізація від Абу Алі Хусейн ібн Абдаллах Ібн Сіна). Таке європеїзоване ім'я, в рамках європейської культури часто стає більш загальноприйнятим і загальновідомим, ніж оригінальне ім'я.